# جوناثان سكارف
جوناثان سكارف هو مخرج وممثل كندي، ولد في 16 ديسمبر 1975 بتورونتو في كندا.

## أعمال

### أفلام
- (2002) الحرية المكبلة
- (2018) المعادل 2

## وصلات خارجية
- جوناثان سكارف على موقع IMDb (الإنجليزية)
- جوناثان سكارف على موقع ألو سيني (الفرنسية)
- جوناثان سكارف على موقع إن إن دي بي (الإنجليزية)
- جوناثان سكارف على موقع قاعدة بيانات الفيلم (الإنجليزية)